# 拉克斯維爾 (喬治亞州)
拉克斯維爾（英語：Ruckersville）是位於美國喬治亞州艾伯特縣的一個非建制地區。該地的面積和人口皆未知。

## 地理
拉克斯維爾的座標為34°09′53″N 82°47′17″W / 34.16472°N 82.78806°W，而該地的平均海拔高度為194米（即636英尺）。